# 谷原希美
谷原 希美（たにはら のぞみ、1976年9月16日 - ）は、日本のAV女優。

## 略歴・人物
2014年12月、アダルトビデオメーカー・SODクリエイトの専属女優としてデビューしたAV女優。SODクリエイトから3本リリースした後は専属を離れ、企画単体女優として活躍。2019年春頃、新作のリリースがストップ。2021年1月、同年2月にマドンナよりAV復帰が発表される。

## 出演作品

### アダルトDVD

#### 2014年
- 旦那の浮気を言い訳に自らの性欲を発散させる清楚系人妻 谷原希美 38歳 AVnice  Debut 恥じらいながらも…どんな行為でも受け止める淫乱SEX（12月20日、SODクリエイト）

#### 2015年
- 旦那の浮気を言い訳に自らの性欲を発散させる清楚系人妻 谷原希美 38歳 デビュー第2章 温泉不倫旅行でずーっとSEXずーっと絶頂4SEX（1月22日、SODクリエイト）
- 旦那の浮気を言い訳に自らの性欲を発散させる清楚系人妻 谷原希美 38歳 最終章 旦那を忘れ乱れに乱れて大量精子をぶっかけ・ごっくん…他人チ●ポ13本（2月19日、SODクリエイト）
- 息子の出張中、息子の嫁とヤリまくりの4日間（4月25日、マドンナ）
- 寝取られた義姉 〜兄貴の代わりに俺が満足させてやるよ!〜（6月7日、マドンナ）
- タイトスカートを穿かされて…。 〜美尻OL訪問営業羞恥〜（7月7日、マドンナ）
- 父が出かけて2秒でセックスする母と息子（7月7日、ヴィーナス）
- 超豪華ハーレム大乱交同窓会 夢の共演240分SP（7月9日、SODクリエイト）共演:水原さな、安野由美、井上綾子、武藤あやか
- 人妻炎情 〜子宮が疼く背徳の性〜（7月10日、オルガ）
- 結婚十年目… 妻が女に戻る瞬間 貞淑妻38歳（7月31日（レンタル）/8月25日（セル）、ながえスタイル）
- 寝取られママは息子たちの性欲処理係（8月6日、グローリークエスト）
- 人妻がハマる輪姦オフ会（8月7日、マドンナ）
- 溢れる愛液。煌めく汗。止まらない痙攣。（9月1日、TEPPAN）
- 撮影現場のカメラの前でおしっこをするAV女優（9月3日、グローリークエスト）他出演:折原ほのか、穂高ゆうき、宮地さくら、上原花恋、葉山美空、司ミコト、初美沙希、西川りおん、南菜々、木下寧々、立花まおみ、鈴原エミリ、佐野玲華、西条沙羅、愛原さえ、小川奈緒、事原みゆ、内村りな、小口田桂子、保坂えり、香山美桜、宮部涼花、白井まい、碧しの、安野由美、千乃あずみ、羽月希
- 人妻夜這い祭り 〜歪んだ因習に飲み込まれた人妻の肉欲〜（9月7日、マドンナ）
- 大失禁。 〜上品ぶってる淫乱奥様のみっともないビショ濡れ交尾〜（9月7日、ヴィーナス）
- 僕の知らない妻を見たくて… 19（9月19日、プレステージ）
- 週末にバーベキューを楽しむ近所の仲良し夫婦3組。昼から飲み過ぎ、はしゃぐ奥様たち。それを見るお互いの旦那たちのエロい目線。自分の嫁より、他人の奥さんが気になってしょうがないっ!!酔っぱらった勢いでこっそり誘ってみたら意外にOK?!うっかり中出し。大丈夫、僕は絶対に言いませんからっ!!（9月30日（レンタル）/10月9日（セル）、LEO）共演:椿あやめ、小林優紀
- 人妻の浮気心（10月1日、エマニエル）
- 転任人妻 女教師苛め 〜逃げ場無き恥辱の放課後面談〜（10月7日、マドンナ）
- 僕のねとられ話しを聞いてほしい 近所のデカチン少年に寝盗られた妻（10月7日、JET映像）
- イケメンAV男優さん! うちの妻を寝取って下さい!!（10月13日、はじめ企画）カナコさん(34歳)名義、他出演:高山えみり ほか
- 夜這いされ喘ぎ声を我慢しながら旦那の横で中出しまでされる人妻（10月15日、グローリークエスト）他出演:宮部涼花、水樹りさ、事原みゆ、水原さな
- 卑猥ドッキリ(秘)報告 欲情する熟妻 きわどい所をマッサージされて快感に身をよじる純真妻（10月30日（レンタル）/12月25日（セル）、アテナ映像）他出演:時田綾女、安野由美
- いきなりパンツ脱がせてM字開脚恥じらいの美熟女ドエロマ●コ 5（10月30日（レンタル）/11月6日（セル）、LEO）他出演:波多野結衣、篠田あゆみ
- 熟シャッ!! 熟女を溺愛するカタチ（11月6日、ワープエンタテインメント）
- 人妻司書痴漢電車 〜羞恥と欲望に支配された淫らな肉体〜（11月7日、マドンナ）
- 息子の罪は母親が償え 集団制裁レ×プ（11月13日、溜池ゴロー）
- 御近所相姦 男を誘う母の欲張り子宮（11月19日、ヴィーナス）
- すぐに濡らして汚しちゃうから…最近いっつもノーパンなの♥（12月1日、HERO）
- ステキな熟女とヌルヌルさんぽ 刺激が強すぎて、歩けません…（12月3日（レンタル）/2016年1月22日（セル）、アテナ映像）他出演:宮本紗央里、松井優子
- 人妻を虜にする寸止め淫語レズビアン（12月7日、ビビアン）共演:澁谷果歩
- 友人の母 息子の友人に犯され、幾度もイカされてしまったんです…（12月13日、溜池ゴロー）
- キスからはじまる母と息子の愛情、密着、濃厚セックス（12月19日、ヴィーナス）
- 旦那がすぐ側にいるのに…。 上司の奥さんとヤッちゃった俺（12月24日、AKNR）他出演:卯水咲流、みほの ほか
- 逆らえない妻 あえぎ声を出せない場所で強制ファック!（12月25日、ながえスタイル）

#### 2016年
- 友達の母親 〜最終章〜（1月7日、センタービレッジ）
- 嫁の母親に中出ししてしまった（1月19日、ヴィーナス）
- 喪服未亡人 残された社長夫人は男達の慰み者しか生きる道は無い（1月21日、ビビノ）
- 旦那に隠れて美尻妻に手を出した俺（1月21日、AKNR）他出演:川瀬麻衣、大槻ひびき
- 私を執拗に犯す夫の上司（1月25日、マドンナ）共演:佐伯かのん
- TEPPAN未収録 極みのパイズリ フィニッシュまで完全収録!（2月1日、TEPPAN）他出演:篠田あゆみ、本田莉子、板垣あずさ、倉多まお、椎名ゆな、林ゆな、秋吉ひな、希咲エマ、浜崎真緒、ひなみるか、千乃あずみ、二葉しずく、七草ちとせ、ERIKA、小南すず、三浦恵理子、北嶋あん、松井優子、香山美桜、蓮実クレア
- 隣の奥さんは連続絶頂ランジェリーナ（2月19日、ヴィーナス）
- 酔って帰ってきたダンナのチ○ポをしゃぶる奥さん そのエロ尻をドアの隙間から覗き見ていた部下は我慢できずチ○ポをヌルヌルのマ○コに即ハメ!（2月20日（レンタル）/4月22日（セル）、アテナ映像）他出演:湯本珠未、城崎桐子
- 義父と嫁の密かな接吻情事（2月25日、マドンナ）
- お姉様、本当フェラ好きねぇ!（2月25日、痴女ヘブン）
- 寝取り母 4 実は計画的に娘のダンナを寝取りたい母は、朝からオ●ンコが濡れまくりで2回も下着を取り替える始末。そしていざ決戦の日。今日はとっておきのお香水たっぷり振りかけて、娘婿を誘惑しますっ!!（2月29日（レンタル）/3月4日（セル）、LEO）他出演:七原あかり、篠宮千明
- 男根の誘い（3月13日、溜池ゴロー）
- 本物人妻10名のAV体験 監督推薦SEX+蔵出し未公開SEX 2枚組8時間（3月5日、SODクリエイト）他出演:佐々木あき、西岡奈央、小崎里美、柏木あおい、丘野さくら、松井優子、武藤あやか、朝倉・アヴィゲイル・日菜子、井上綾子
- 淋しんぼ母さん 過剰な愛情欲情セックス（3月17日、センタービレッジ）
- 近親相姦中出しソープ 初めての熟女風俗、指名したら母ちゃんだった（3月19日、ヴィーナス）
- 丸ごと! 谷原希美 8時間 〜清楚系美熟女の本性剥き出し濃厚18本番!!〜（3月25日、マドンナ）※総集編
- 接吻中毒（4月1日、ワープエンタテインメント）
- まっ誠に遺憾ながら月末だけ妻が風俗で働くことになりました…（4月7日、JET映像）
- 熱帯夜（4月13日、溜池ゴロー）
- 熟逆3Pトランス（4月25日、痴女ヘブン）共演:たかせ由奈
- それでもあなたを愛してる。（5月7日、マドンナ）
- 谷原希美の凄テクを我慢できれば生★中出しSEX（5月13日、溜池ゴロー）
- S級熟女コンプリートファイル 谷原希美6時間（5月13日、ヴィーナス）※総集編
- 痙攣絶頂オイルマッサージ マン汁垂れ流し監禁中出しエステ（6月13日、溜池ゴロー）
- 母親の再婚 僕の親友と結婚した母（6月13日、VENUS）
- 近親相姦 ～素人投稿記録＃1～ ママのかおり のぞみ39歳（6月25日、AVS collector’s）
- ボディコン先生（7月1日、ドリームチケット）
- 今日は孕むまでナカに出して…（7月13日、溜池ゴロー）
- 嫁の希美と僕のラブラブ子作り生活（7月13日、VENUS）
- 色気ムンムンお姉さんと絶倫少年団（7月25日、痴女ヘブン）
- スペンス乳腺開発クリニック（8月19日、OPPAI）
- 快感に溺れた背徳の人妻ソープ（8月25日、マドンナ）
- 淫乱義母の息子喰い 2人きりになると発情ケダモノ性交（9月13日、溜池ゴロー）
- 尋問 今晩、妻を責め立て寝取られの一部始終を白状させる―。（9月25日、マドンナ）
- 妻が夫の留守中に若いイケメンを家に連れ込む3日間～丁寧な愛撫でトコトン楽しみイった後も結合したまま抱き合って繰り返しセックス～（10月7日、VENUS）
- 隣人調教 ～人妻が教えこまれた雌犬性奉仕～（10月25日、マドンナ）
- 母の親友（11月7日、VENUS）
- 慰みの義母レイプ（11月11日、ケイ・エム・プロデュース）
- 欲求不満 まじめ妻 家族も知らない…本当の私。（11月25日、ながえスタイル）
- 時間無制限！発射無制限！M男専用超高級中出し淫語ソープ（12月1日、痴女ヘブン）
- 欲求不満な人妻の淫マン見せつけ誘惑 たっぷり焦らした特濃精子を膣内吸引する奥様（12月13日、Fitch）

#### 2017年
- 絶倫男子とどぴゅどぴゅ中出しまくる援交女教師（1月1日、痴女ヘブン）
- 欲求不満の母と絶倫息子 抜かずの三発中出し（1月5日、センタービレッジ）
- 夫の親友に犯され感じてしまった私…（1月25日、溜池ゴロー）
- 俺の肉便器だった女が結婚して人妻になっていたので自宅まで押し入って再び生調教してやった（2月25日、溜池ゴロー）
- 夫の同僚が同居して…。 ～声を殺して犯される私～（3月1日、マドンナ）
- 近親［無言］相姦 隣にお父さんがいるのよ…（3月1日、VENUS）
- まんチラ誘惑介護（3月7日、ムーディーズ）
- 盛る肉体を見せつけてくる上司の奥さんに誘われて…。（4月1日、マドンナ）
- 姪っ子の成熟したカラダに我慢できないワシ…（4月1日、溜池ゴロー）
- M男クンのアパートの鍵、貸します。（5月5日、ワープエンタテインメント）
- S級熟女コンプリートファイル 谷原希美6時間 其之弐（5月7日、VENUS）※ベスト・総集編
- 総合婦人肌着メーカーWAKOSUKE（5月13日、AVS collector’s）
- マン毛がハンパない端麗コスプレ剛毛セレブの淫語連発悶絶中出し痴女遊戯（6月25日、AVS collector’s）
- ザ・和姦3 犯された男に狂う妻（6月25日、ながえスタイル）
- 偶然の密室 人妻女医と患者（7月1日、マドンナ）
- 気さくな母ちゃんのおかげで僕の家は友達でいつも賑わう毎日だがお調子者でもある母ちゃんにいつもハラハラさせられっぱなし！『息子のチ○ポってわかる？』そんなある日だれかの質問に母ちゃんがワルノリしてチ○ポ当てゲーム開催決定！2（7月19日、VENUS）
- 上下のオクチに挿入を繰り返し大量射精へ導くPTMセックス（8月1日、乱丸）
- 剛陰毛美人妻のポルチオ35絶頂SEX（8月13日、セレブの友）
- ノンストップ激イカせ腰ガクガクSEX！！2（9月13日、セレブの友）
- 母の友人（9月25日、マドンナ）
- 愛液ダラダラ近親相姦 べちょマン毛誘惑が濃すぎる（10月7日、溜池ゴロー）
- 立ちハメ限定！足ガックガク3本番SEX（10月13日、セレブの友）
- 母ちゃんの感度を暴走させる超絶スローピストン（11月2日、センタービレッジ）
- 丸ごと！谷原希美8時間～男を惑わす淫らな輝き！！妖艶美熟女の濃密16本番～（11月7日、マドンナ）※ベスト・総集編
- 300Lローションで強制挿入してくる他人棒ジャンキーな人妻（12月1日、溜池ゴロー）
- 妊活のため一ヶ月の禁欲生活をして溜めた僕の濃厚精子をすぐに横取りしてしまう困った嫁の母! 今夜こそ嫁を孕ませるぞと思っても溜まりすぎてギンギンになってる勃起チ○ポを見た瞬間に飛びつきむしゃぶり自分のマ○コに強制横取り中出し!（12月19日、VENUS）
- 今日、僕の妻が浮気をしました…（12月22日、人妻花園劇場）

#### 2018年
- 母子姦（1月4日、グローリークエスト）
- スチュワーデスin… ［脅迫スイートルーム］ Cabin Attendant Nozomi（39）（1月5日、ドリームチケット）
- はだかの主婦 江東区在住 谷原希美（41）（3月1日、プラネットプラス）
- 僕の乳首を常に責めまくり、勃起させながら笑みを浮かべる人妻（3月25日、マドンナ）
- 谷原希美8時間BEST（4月13日、溜池ゴロー）※ベスト・総集編
- もしも…「谷原希美」が○○だったら…。（5月1日、プラネットプラス）
- 寝取られ社員旅行 女上司と一発ヤリたがる部下達にどんどん飲まされ泥酔した妻 僕とビデオ通話してる最中に中出しされていたなんて…（6月19日、ミセスの素顔/エマニエル）
- ベロキスママちゃん私の接吻と唾液で快楽に誘ってあげる（7月19日、ドグマ）
- ハンパないマン毛と感度抜群ピンピンサクラ色の乳首のナイスBody！ 美熟女四十路女の興奮した膣に濃厚精液連続中出しファック（8月1日、美人魔女/エマニエル）
- 隣人のドマゾな奥さんを孕ませ調教（8月9日、センタービレッジ）
- お色気P●A会長と悪ガキ生徒会（9月20日、グローリークエスト）
- 転職先の女上司に勤務中ずっと弄ばれ続けている新人の僕（12月7日、マドンナ）

#### 2019年
- 年上の美人妻を種付けプレス（1月19日、ドグマ）
- 「恥ずかしいけど、どうしてもポッチンしちゃうの…」性欲旺盛で欲求不満なので無意識におっ起ってしまう敏感ドエロ乳首をコリコリされてもう拒否れない人妻（2月8日、LEO）他出演：並木杏梨、吉川あいみ
- 淫口セレブ妻が僕のチ○ポを喰いまくる!（2月14日、センタービレッジ）
- 僕が隣の痴女奥さんに様々な方法で射精管理され続けた一週間（2月25日、マドンナ）
- 母子交尾【奥湯河原路】（4月7日、ルビー）
- 真面目でお堅い友達の母・希美さんは僕の金玉がすっからかんになるまで精液を絞り取るほどの超絶倫だった…。（4月25日、マドンナ）
- 夜這い 真夜中に寝ている夫の隣で中出しされる人妻 6（5月16日、グローリークエスト）他出演：君島みお、川上ゆう、宮本紗央里、円城ひとみ
- 谷原希美SUPER BEST（6月7日、LEO）※単体ベスト
- 透明感とエロのギャップがたまらない! 谷原希美 final（8月25日、ながえSTYLE）※単体ベスト

#### 2020年
- まるっと! 谷原希美（9月1日、プラネットプラス）※単体ベスト

#### 2021年
- 電撃復活 専属 谷原希美 最高峰アラフォー人妻が本気で乱れる大絶頂SEXスペシャル（2月25日、マドンナ）
- マドンナ復活専属 第2弾!! 妻には口が裂けても言えません、義母さんを孕ませてしまったなんて…。-1泊2日の温泉旅行で、我を忘れて中出ししまくった僕。- 谷原希美（3月25日、マドンナ）
- 「ねぇ? あなた、本当に童貞なの?」 ～童貞詐欺にイカされ続けた人妻～ 谷原希美（4月25日、マドンナ）
- 出張先のビジネスホテルでずっと憧れていた女上司とまさかまさかの相部屋宿泊 谷原希美（5月25日、マドンナ）
- 谷原希美 2枚組ハイパーベスト6時間51分（8月25日、セレブの友）※単体ベスト
- 谷原希美 The Complete Best 16時間（10月12日、マドンナ）※単体ベスト

### VR
- 街でウワサの風俗ビル Ver.VR 谷原希美（2017年5月30日、ワープエンタテインメント）
- マドンナVR初登場! 欲求不満なドS義母に弱みとチ○ポを握られいいように弄ばれる言いなりの僕VR 谷原希美（2019年5月9日、マドンナ）

### アダルトグッズ
- 谷原希美のパンティー A 生写真付き（2018年4月27日、AV女優のパンティ）